# Диксон, Фабио
Фабио Николас Диксон (англ. Fabio Nicolas Dixon, род. 21 июня 1999, Цюрих) — швейцарский футболист, защитник клуба «Беллинцона».

## Карьера
В профессиональном футболе дебютировал 24 ноября 2018 года против клуба «Ксамакс». Через 5 дней, 29 ноября, вышел в стартовом составе в матче Лиги Европы УЕФА против кипрского клуба «АЕК Ларнака», отыграв все 90 минут.
В 2019 году Диксон перешёл в «Кьяссо». Дебютировал 27 июля в матче против «Бюля». 20 мая 2021 года забил свой первый гол в профессиональной карьере в матче против «Ксамакса».